# Rio Muna
O rio Muna (em russo:  Муна) é um rio de 45 km de comprimento na parte sudoeste da península de Kola, Oblast de Murmansque, Rússia. O rio é um afluente do rio Umba. Sua fonte é o lago Munozero, cerca de 30 km a leste do lago Kanozero. De lá, flui para oeste, seguindo um curso em curva através de uma região escassamente povoada, passando também por uma paisagem montanhosa dominada por florestas e pântanos. Um importante afluente, o rio Inga, flui pelo Muna do norte. A saída do rio banco oriental do lago Kanozero, cerca de 8 km a sudeste de onde o rio Umba desagua no mesmo lado.